# Chang Son-sop
Chang Son-sop es un diplomático de carrera surcoreano retirado.
- en 1962: facultad de Derecho de la Universidad Nacional de Seúl.
- en 1963 entró al servicio exterior
- en 1977 fue consejero en la misión ante las organizaciones de las Naciones Unidas en Nueva York.
- en 1978 fue director del departamento de las Naciones Unidas en Seúl.
- en 1981 fue enviado a Riad.
- en 1984 fue embajador en Bridgetown, Barbados.
- en 1985 fue director general del departamento de asuntos americanos
- en 1987 fue enviado a Washington D. C..
- en 1989 fue embajador en Copenhague, Dinamarca.
- en 1991 era jefe de protocolo.
- del 21 de julio de 1993 al 20 de marzo de 1996 fue embajador en París, Francia.
- en 1996 fue Administrador de KEDO.[1]